# داریو چونی
داریو چونی (ایتالیایی: Dario Cioni؛ زادهٔ ۲ دسامبر ۱۹۷۴) دوچرخه‌سوار اهل ایتالیا است.

## باشگاهی
از باشگاه‌هایی که در آن رکاب زده‌است می‌توان به تیم دوچرخه‌سواری ماپی، فاسا بورتولو، لیکویگاس، ویلیر تریستینا–سله ایتالیا، و تیم اسکای اشاره کرد.